# Gejrfugl
 Ikke at forveksle med tidsskriftet "Gejrfuglen"
Gejrfugl (Pinguinus impennis) var en stor ikke-flyvende alkefugl, som er uddød nu. Den var indtil 1700-tallet almindelig på begge sider af Nordatlanten, hvor den ynglede i kolonier på fuglefjelde i Canada, Grønland, Island og Norge. Det sidste ynglepar blev dræbt den 3. juni 1844 på den lille ø Eldey ud for Islands sydvestkyst.
Gejrfuglens nærmeste slægtning er den meget mindre alk. Udstoppede eksemplarer af gejrfuglen er sjældne. I Danmark findes kun to eksemplarer, begge opbevaret på Zoologisk Museum i København. Ordet Geir (Gejr) er norrønt, og betyder "Spyd". Navnet Pinguin lever videre hos pingvinerne. Det var Francis Drake som gav de flyvesvage fugle i det Sydlige Ishav dette navn da han så dem ved sydspidsen af Sydamerika i 1578. Navnet gav han dem fordi, han syntes de lignede Nord-Atlantens Penguins, nemlig Gejrfuglen. Gejrfuglens videnskabelige navn er Pinguinus impennis og impennis betyder "uden vinger".

## Beskrivelse
Den sort-hvide store fugl var op til ca. 70 cm høj og den vejede ca. 5 kg. Af udseende lignede den en kæmpemæssig alk. Den lignede også pingvinen, men var ikke i slægt med den.
Dens krop var tilpasset til at opholde sig i koldt vand. Det lange spidse næb var velegnet til fiskefangst. På grund af dens tykke fjerdragt, de korte vinger siddende bagest på kroppen og de med svømmehud udstyrede fødder var Gejrfuglen en god svømmer og dykker.

## Forekomst og levevis
I Danmark kendes den kun fra knoglefund fra stenalderens skaldynger. I 1800-tallet levede den i fuglekolonier på egnede steder langs kysten af Norge, Skotland, Shetland, Orkneyøerne, Færøerne, Island, Grønland, Labrador og Newfoundland. De levede af fisk og var hurtige i vandet, men langsomme på land og dermed lette at fange. Ude på havet kunne man finde dem svømmende i store flokke, men forsvandt under overfladen hvis man nærmede sig dem.
Den foretrak overvejende at ruge i store kolonier på små utilgængelige klippeøer. Den lagde kun et æg som var 125 mm langt og 70 mm bredt. Parret rugede ægget sammen, og kort tid efter klækningen var ungen ude i vandet.

## Gejrfuglens uddøen
Gejrfuglen uddøen skyldtes den størrelse og dens langsomhed på land, der gjorde den til et let jagtbytte for rovdyr og mennesker.
Den sidste Gejrfugl på Færøerne blev observeret i 1808 af en fuglefanger på Stóra Dímun. På Færøerne var Gejrfuglen i nyere tid kun en invasionsfugl. Den forsvandt fra Skotland omkring 1813 og Grønland mistede sine sidste Gejrfugle omkring 1815.
Gejrfuglene havde en relativt tryg koloni i nærheden af Keflavík på de utilgængelige øer Geirfuglasker, men da øerne i 1830 sank i havet på grund af vulkansk aktivitet, blev fuglene tvunget til at flytte til den for mennesker lettere tilgængelige ø Eldey, syd for Reykjanes.
Da Gejrfuglene forsvandt fra Newfoundland og også var blevet sjældne andre steder, var man efterhånden blevet klar over at fuglen var ved at uddø. Da startede et absurd kapløb mellem de naturhistoriske museer i Europa om at få en udstoppet Gejrfugl før det var for sent. Store summer blev betalt for æg og en død Gejrfugl. Jagten på de sidste Gejrfugle blev intensiveret.
De sidste Gejrfugle var et ynglepar (med et æg) som blev dræbt på Eldey den 3. juni 1844. Tre islandske fiskere, Sigurdr Islefsson, Jon Brandsson og Ketil Ketilsson, var i robåd draget til Eldey for at fange Gejrfugle, hyret af den danske fuglesamler Carl Siemsen. Jon Brandsson og Sigurdr Islefsson fangede og dræbte hver en Gejrfugl. Ketil Ketilsson fangede ingen, da hans kammerater netop havde udryddet arten. I stedet knuste han yngleparrets æg med sin støvlehæl.
Historien om fuglens udryddelse er blevet brugt i Anders Lund Madsens show "Slut" i 2020. 
På museerne i Nordamerika og Europa er der lagret eller udstillet knogler, ca 80 skind og 33 æg.